# Amtsgericht Böblingen

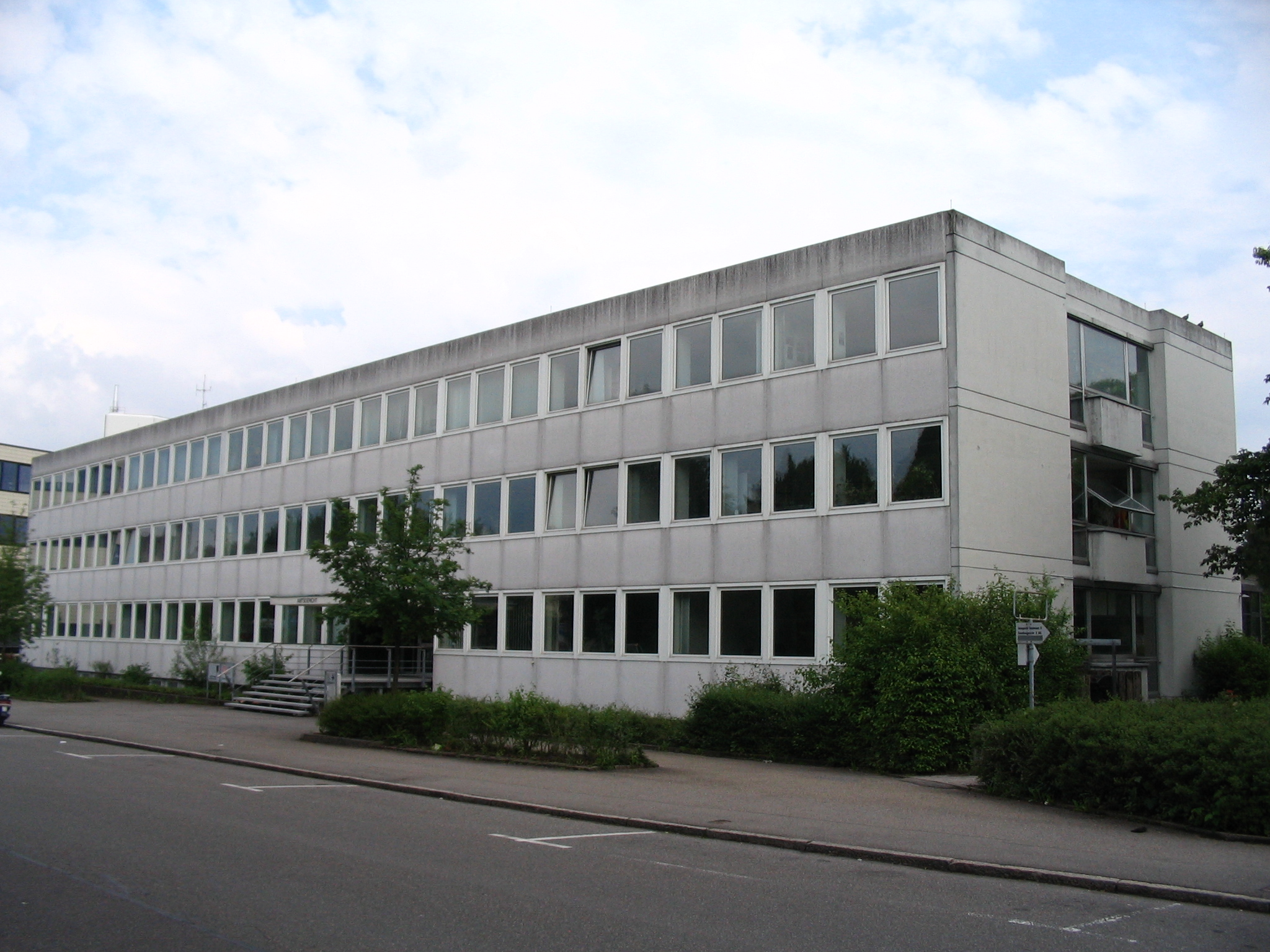
Das Hauptgebäude des Amtsgerichts Böblingen in der Steinbeisstraße 7

Das Amtsgericht Böblingen  ist ein Gericht der ordentlichen Gerichtsbarkeit. Es ist eines von elf Amtsgerichten im Bezirk des Landgerichts Stuttgart.

## Gerichtsbezirk und -sitz
Gerichtssitz ist Böblingen.
Der Gerichtsbezirk des Amtsgerichts Böblingen umfasst neben der Stadt Böblingen auch die Städte Herrenberg, Holzgerlingen, Sindelfingen und Waldenbuch sowie die Gemeinden Aidlingen, Altdorf, Bondorf, Deckenpfronn, Ehningen, Gärtringen, Gäufelden, Grafenau, Hildrizhausen, Jettingen, Magstadt, Mötzingen, Nufringen, Schönaich, Steinenbronn und Weil im Schönbuch.
Das Gericht ist Landwirtschaftsgericht für den Landgerichtsbezirk Stuttgart.

## Gebäude

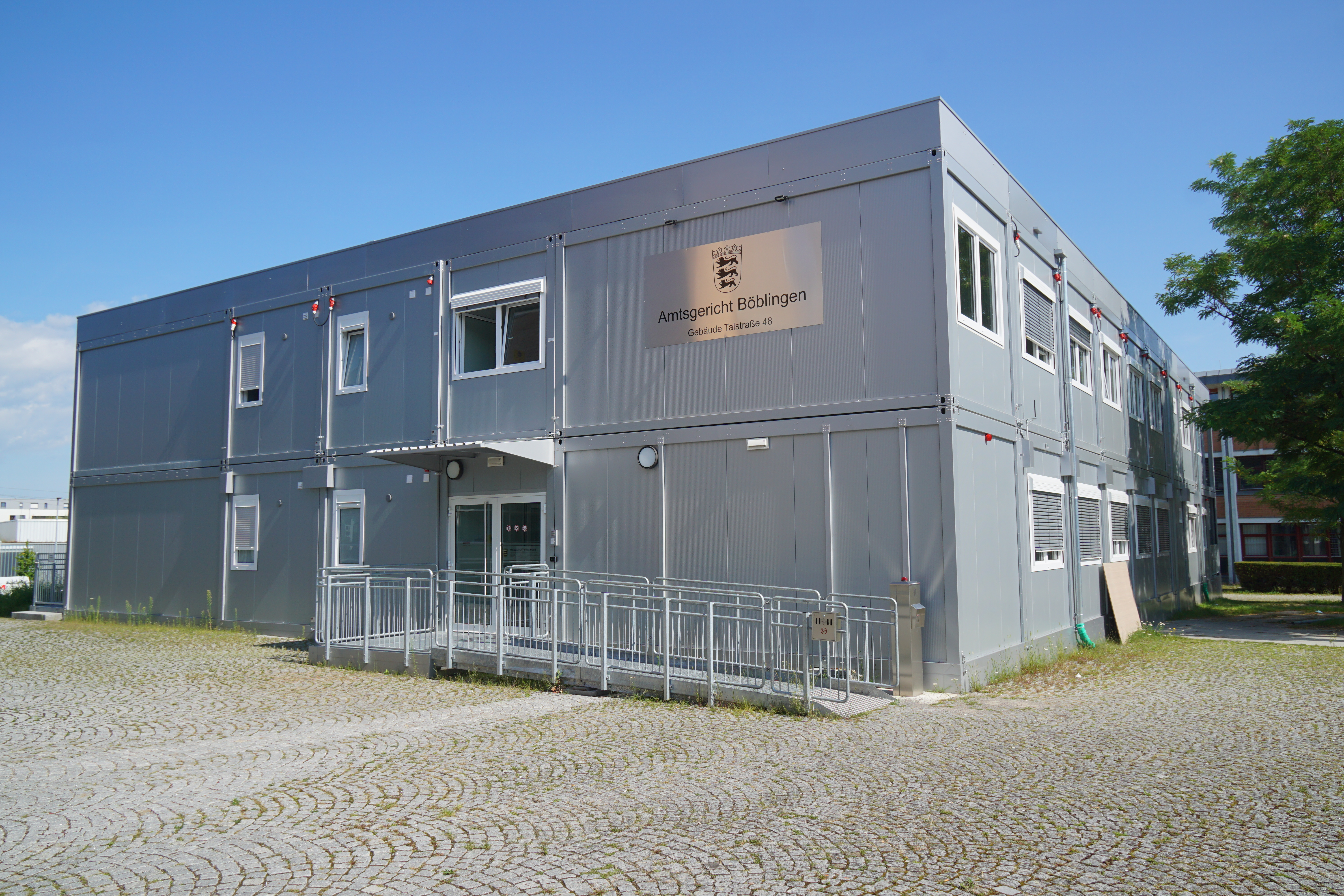
Provisorisches Gebäude in der Talstraße

Das Gericht befindet sich in der Steinbeisstraße 7 und 11 in 71034 Böblingen. Das Grundbuchamt des Gerichts hat seinen Sitz in der Otto-Lilienthal-Straße 24. Seit 2021 wird das Gebäude umgebaut, die Amtsgeschäfte finden bis zum Bauabschluss in verschiedenen anderen Gebäuden statt.

## Übergeordnete Gerichte
Dem Gericht ist das Landgericht Stuttgart übergeordnet. Zuständiges Oberlandesgericht ist das Oberlandesgericht Stuttgart.